# Barbados Royals
Die Barbados Royals (früher Barbados Tridents) sind ein T20-Cricketteam aus Barbados. Sie spielen in der Caribbean Premier League seit der Gründung der Liga im Jahr 2013. Das Heimatstadion ist das Kensington Oval in Bridgetown auf Barbados. Das Team konnte die CPL in der zweiten Auflage im Jahr 2014 gewinnen. Damit konnten sie sich für die T20 Champions League qualifizieren. Sie schieden dabei schon in der Gruppenphase aus. Ein weiterer Gewinn erfolgte 2019.

## Abschneiden in der CPL
| Jahr | Spiele | Siege | Niederlagen | No Result | Endplatzierung (Vorrunde) |
| ---- | ------ | ----- | ----------- | --------- | ------------------------- |
| 2013 | 7      | 4     | 3           | 0         | Halbfinale (3/6)          |
| 2014 | 9      | 6     | 3           | 0         | Sieger (1/6)              |
| 2015 | 10     | 6     | 4           | 0         | Finale (1/6)              |
| 2016 | 10     | 3     | 6           | 1         | Vorrunde (5/6)            |
| 2017 | 10     | 4     | 6           | 0         | Vorrunde (5/6)            |
| 2018 | 10     | 2     | 8           | 0         | Vorrunde (6/6)            |
| 2019 | 10     | 5     | 5           | 0         | Sieger (1/6)              |
| 2020 | 10     | 3     | 7           | 0         | Vorrunde (5/6)            |

## Abschneiden in der Champions League
| Jahr | Spiele | Siege | Niederlagen | No Result | Endplatzierung (Vorrunde) |
| ---- | ------ | ----- | ----------- | --------- | ------------------------- |
| 2014 | 4      | 1     | 3           | 0         | Vorrunde (3/5)            |